# Mahmud van Ghazni
Mahmud van Ghazni (Ghazni, 2 november 971 - aldaar, 30 april 1030) was de heerser van het Ghaznavidisch Rijk, dat hij bestuurde van 997 tot zijn dood. Mahmud veranderde de stad Ghazni door uitbreiding in de hoofdstad van een groot rijk dat zich uitstrekte over Afghanistan en het grootste deel van Iran en Pakistan en het noordwesten van India. Hij was de eerste die zich de titel sultan ('autoriteit') liet aanmeten.

## Biografie
Mahmud werd geboren als de zoon van Sebük Tegin, een Turkse slaaf die in 977 werd verkozen tot heerser van Ghazni en daarmee de dynastie van de Ghaznaviden vestigde. In 998 werd Mahmud tot heerser van het rijk verkozen. Hij wierp zich al snel op als de beschermer van de Abbasidische kaliefen. Hierop werd hij door de kalief benoemd tot bestuurder van Khorasan en in 999 verkreeg hij van de kalief de titels "rechterhand van de dynastie" en "betrouwbare aanhanger van het ware geloof". Weldra werd hij door zijn tijdgenoten ook aangeduid als sultan.
Tijdens zijn regering zou Mahmud in totaal zeventien verschillende expedities naar India. Hiervan begon de eerste in het 1001 en de laatste was in 1026. Een van zijn belangrijkste tegenstanders was de Hindoeïstische heerser Jayapala. Mahmud wist hem in 1001 in een veldslag bij Pesjawar te verslaan die hierop afstand van de troon deed. Diens zoon Anandapala zette de strijd van zijn vader voort en in 1008 kwam het tot een confrontatie tussen Mahud en Anandapala waarin de sultan opnieuws in wist te zegevieren.
Een van de beruchtste aanvallen van Mahmud in India was zijn plundering van het heiligdom van Shiva, de Somnathtempel in Gujarat. In deze tempel verwoestte Mahmud het belangrijkste beeld van Shiva in de tempel. Zijn kroniekschrijver Al-Biruni schreef hierover: "Hij gaf de opdracht om het bovenste deel stuk te slaan en het restant over te brengen naar zijn residentie in Ghazna, met alle versieringen van goud, edelstenen en geborduurde gewaden". Mahmud gebruikte vervolgens de rijkdom die hij had buitgemaakt om zijn leger te betalen en een nieuwe hoofdstad te bouwen: Lashkar-i Bazaar.
Met het einde van de dynastie van de Samaniden in 999 ontbrandde er ook een strijd tussen Mahmud en de Karachaniden over de erfenis van het Samanidische Rijk die voor twintig jaar zou aanhouden. Ook liet Mahmud zijn oog vallen op Chorasmië en in 1017 dat hij na een muiterij kon innemen. De vrede met de Karachaniden werd in 1019-1020 gesloten nadat Mahmud zijn dochter had uitgehuwelijkt aan de nieuwe khan, Yusuf Qadir Khan.

## Nalatenschap
Tijdens zijn leven onderhield Mahmud ook een gepassioneerde relatie met zijn slaaf Malik Ayaz die hij diverse hoge functies gaf.